# Dent de Morcles
Il Dent de Morcles (2.969 m s.l.m. - sovente reso anche al plurale Dents de Morcles - è una montagna delle Alpi di Vaud nelle Alpi Bernesi.

## Descrizione
Si trova in Svizzera lungo la linea di confine tra il Canton Vallese ed il Canton Vaud.
La montagna è composta da due vette:
- Grand Dent de Morcles - 2.968 m
- Petit Dent de Morcles - 2.929 m